# Caelifera
Caelifera – podrząd owadów prostoskrzydłych obejmujący około 11 tysięcy gatunków o czułkach krótszych niż u Ensifera. W zapisie kopalnym znane są co najmniej od górnego triasu.

## Nazwa zwyczajowa
W języku polskim takson Caelifera określany jest nazwami szarańczaki,  prostoskrzydłe krótkoczułkowe lub krótkoczułkie, ale dwie ostatnie nazwy stosowane są również dla muchówek z podrzędu Brachycera określanych jako muchówki krótkoczułkowe lub krótkoczułkie.

## Cechy charakterystyczne
Przedstawiciele Caelifera mają czułki zwykle krótsze od długości ciała, zbudowane z mniej niż 30 segmentów, krótkie pokładełka utworzone z czterech masywnych walw połączonych stawowo przy nasadzie, oraz wydłużone tylne odnóża, ze zgrubiałymi udami. Aparat strydulacyjny tworzą najczęściej uda i pokrywy. U niektórych gatunków jego funkcję pełnią pokrywy i tylne skrzydła lub inne części ciała. Narząd słuchu Caelifera położony jest na pierwszym segmencie odwłoka. 

## Klasyfikacja
Podrząd Caelifera obejmuje liczne rodziny zgrupowane w infrarzędach:
- Acrididea,
- Tridactylidea.

W Polsce występują przedstawiciele dwóch rodzin:
- szarańczowate (Acrididae),
- skakunowate (Tetrigidae).